# Lights and Sounds
Lights and Sounds — п'ятий студійний альбом американського гурту Yellowcard. Виданий у 2006 році лейблом Capitol Records. Також це найбільш тривало-очікуваний альбом гурту, оскільки попередній альбом, Ocean Avenue вийшов 2003 року. Спочатку альбом мав вийти наприкінці 2005 року, але у результаті він вийшов 24 січня 2006 року. Обмеженою версією видання альбому входив бонусний DVD з документацією, кліп на пісню Lights And Sounds, а також деякі пісні в «живому» виконанні.
Він досяг 5 позиції в Billboard 200. Альбом продався тиражем в 1 мільйон копій (Ocean Avenue, попередній альбом, продався тиражем в 2 мільйони)
Головний сингл, «Lights And Sounds», досяг 4 позиції в американському «Modern Rock Charts». Capitol Records продовжувала робити спроби до збільшення продажу альбому випуском нового синглу; але пісня «Rough Landing, Holly» не змогла увійти в «Top 20».

## Треклист
| Lights and Sounds | Lights and Sounds                                       | Lights and Sounds |
| #                 | Назва                                                   | Тривалість        |
| ----------------- | ------------------------------------------------------- | ----------------- |
| 1.                | «Three Flights Up (Instrumental)» (Key, Mosely, Mackin) | 1:23              |
| 2.                | «Lights and Sounds»                                     | 3:28              |
| 3.                | «Down on My Head» (Key, Mosely)                         | 3:32              |
| 4.                | «Sure Thing Falling»                                    | 3:42              |
| 5.                | «City of Devils»                                        | 4:23              |
| 6.                | «Rough Landing, Holly»                                  | 3:33              |
| 7.                | «Two Weeks from Twenty» (Key, Mosely)                   | 4:18              |
| 8.                | «Waiting Game»                                          | 4:15              |
| 9.                | «Martin Sheen or JFK»                                   | 3:47              |
| 10.               | «Space Travel» (Key, Mosely)                            | 3:47              |
| 11.               | «Grey»                                                  | 3:00              |
| 12.               | «Words, Hands, Hearts»                                  | 4:24              |
| 13.               | «How I Go» (Key, Mosely)                                | 4:32              |
| 14.               | «Holly Wood Died»                                       | 4:39              |

| Бонус-треки | Бонус-треки                             | Бонус-треки |
| #           | Назва                                   | Тривалість  |
| ----------- | --------------------------------------- | ----------- |
| 15.         | «Three Flights Down» (Japan and iTunes) | 4:42        |
| 16.         | «Down on My Head (Acoustic)» (Wal-Mart) | 3:25        |

| Японський та iTunes бонус-трек | Японський та iTunes бонус-трек | Японський та iTunes бонус-трек |
| #                              | Назва                          | Тривалість                     |
| ------------------------------ | ------------------------------ | ------------------------------ |
| 15.                            | «Three Flights Down»           | 4:42                           |

| Wal-Mart бонус-трек | Wal-Mart бонус-трек          | Wal-Mart бонус-трек |
| #                   | Назва                        | Тривалість          |
| ------------------- | ---------------------------- | ------------------- |
| 15.                 | «Down on My Head (Acoustic)» | 3:25                |

| Special limited edition бонус-трек | Special limited edition бонус-трек | Special limited edition бонус-трек |
| #                                  | Назва                              | Тривалість                         |
| ---------------------------------- | ---------------------------------- | ---------------------------------- |
| 15.                                | «Three Flights Down»               | 4:42                               |
| 16.                                | «Gifts and Curses»                 | 5:05                               |

| Special limited edition бонус DVD | Special limited edition бонус DVD         | Special limited edition бонус DVD |
| #                                 | Назва                                     | Тривалість                        |
| --------------------------------- | ----------------------------------------- | --------------------------------- |
| 1.                                | «Making of the album»                     |                                   |
| 2.                                | «Making of Lights and Sounds music video» |                                   |
| 3.                                | «Lights and Sounds» (Music video)         |                                   |
| 4.                                | «Lights and Sounds» (Live)                |                                   |
| 5.                                | «Rough Landing, Holly» (Live)             |                                   |